# Voor een Heilig Rusland
Voor een Heilig Rusland (Russisch: За Русь святую, Za Rus' svjatuju) was een politieke partij in Rusland die van 2002 tot 2005 bestond. De partij werd geleid door Sergej Popov (*1960) die van 1995 tot 1999 deel had uitgemaakt van de Staatsdoema. Voor een Heilig Rusland was voorstander van een samenleving op grondslag van de Tien Geboden.
Voor een Heilig Rusland was een conservatieve waardenpartij die streefde naar de versterking van de positie van de Russisch-Orthodoxe Kerk, christelijk patriottisme en een samenleving gebaseerd op de orthodox-christelijke moraal. Daarnaast keerde de partij zich tegen buitensporig consumentisme, globalisering en heroverweging voor het beëindigen van het moratorium op de doodstraf. Op economisch gebied was Voor een Heilig Rusland voorstander van een sociale markteconomie met afwijzing van het kapitalisme en voorstander van het terugdraaien van privatiseringen. Het partijprogramma kent een vrij uitgebreide paragraaf over ecologie.
In 2005 werd de partij om financiële redenen opgeheven.